# Chrysopidia (Chrysopidia) numerosa
Chrysopidia (Chrysopidia) numerosa is een insect uit de familie gaasvliegen (Chrysopidae), die tot de orde netvleugeligen (Neuroptera) behoort. De soort komt voor in India.